# Buchanan Dam
Buchanan Dam est une census-designated place située dans le comté de Llano, dans l’État du Texas, aux États-Unis. Sa population s’élevait à 1 519 habitants lors du recensement de 2010.